# Azorella trifurcata
Azorella trifurcata là một loài thực vật có hoa trong họ Hoa tán. Loài này được (Gaertn.) Pers. mô tả khoa học đầu tiên năm 1805.

## Hình ảnh

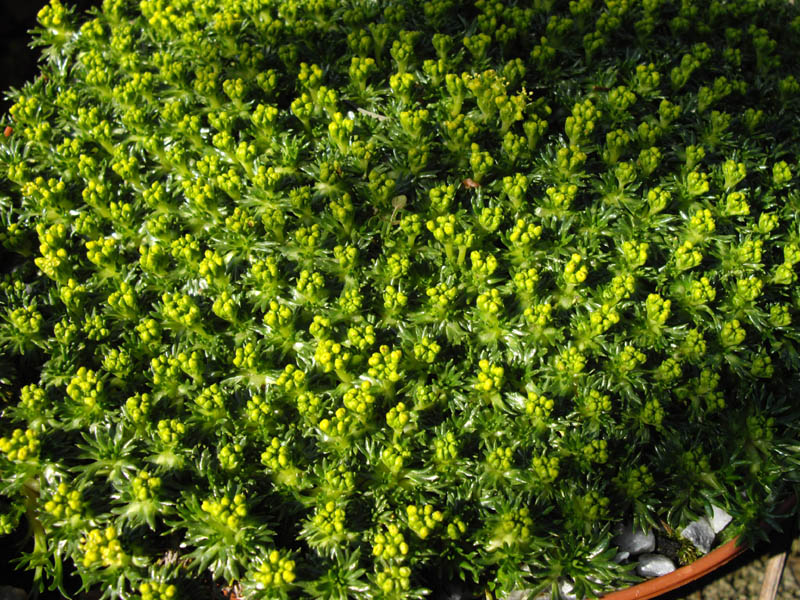
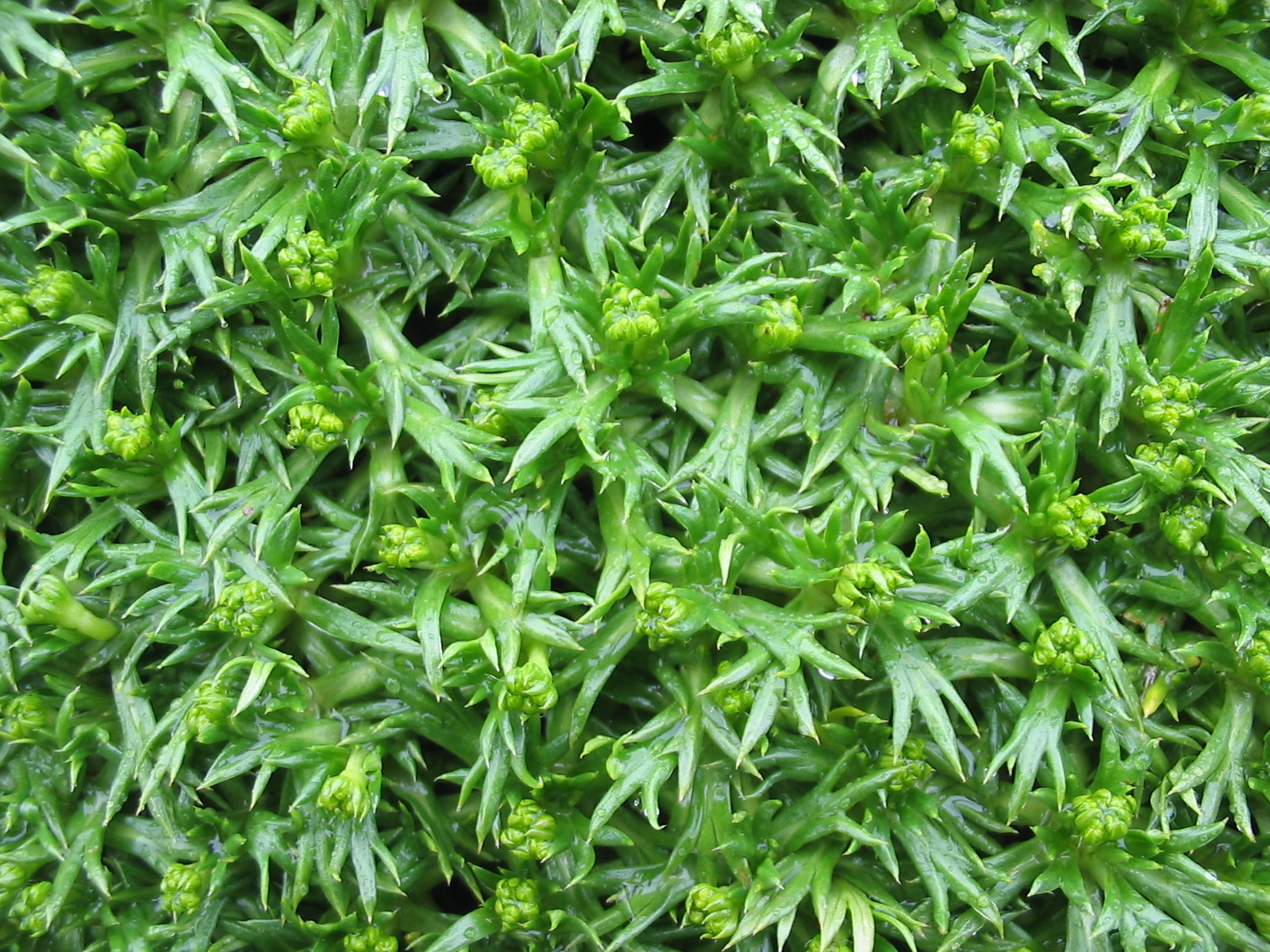
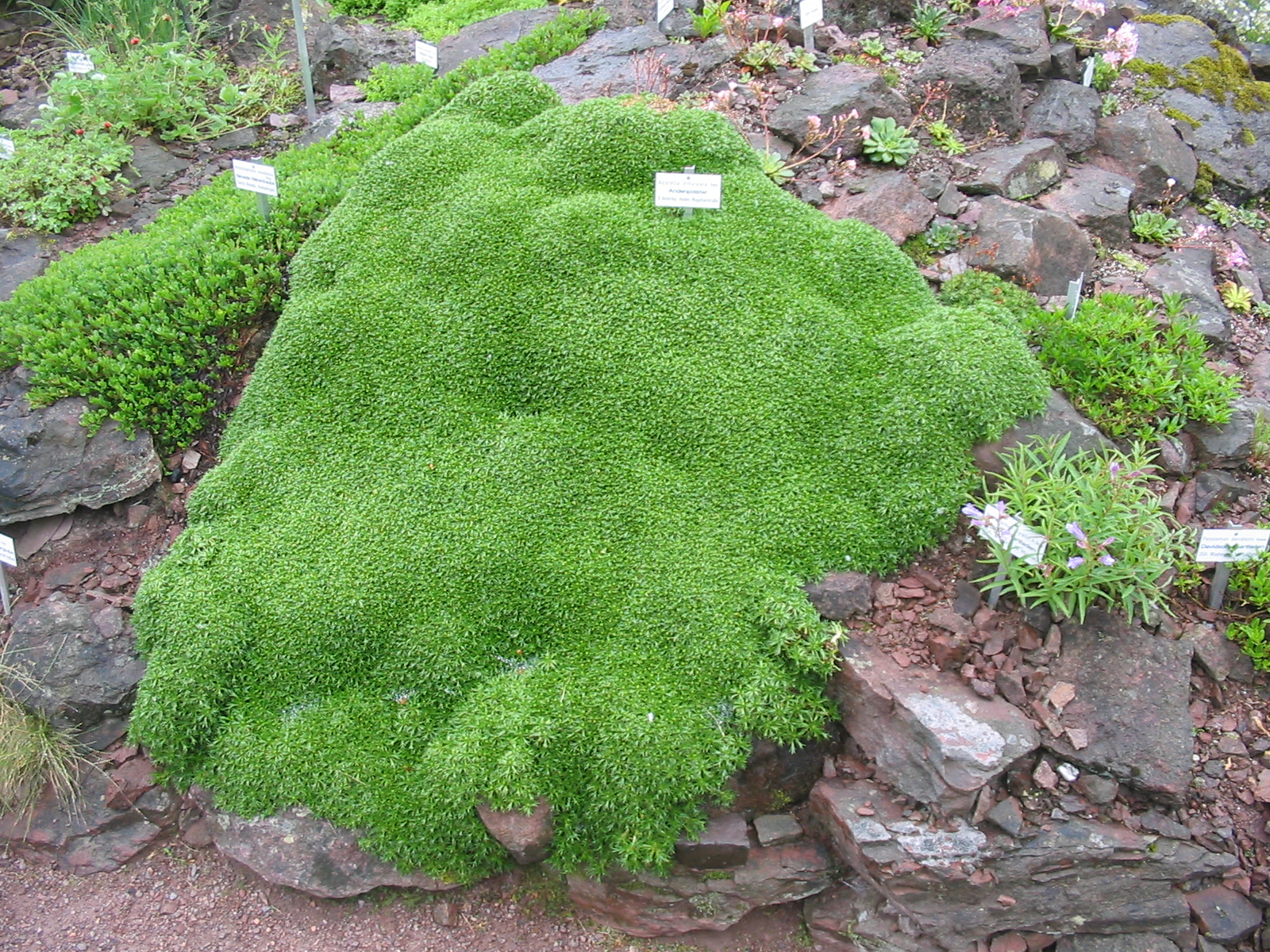
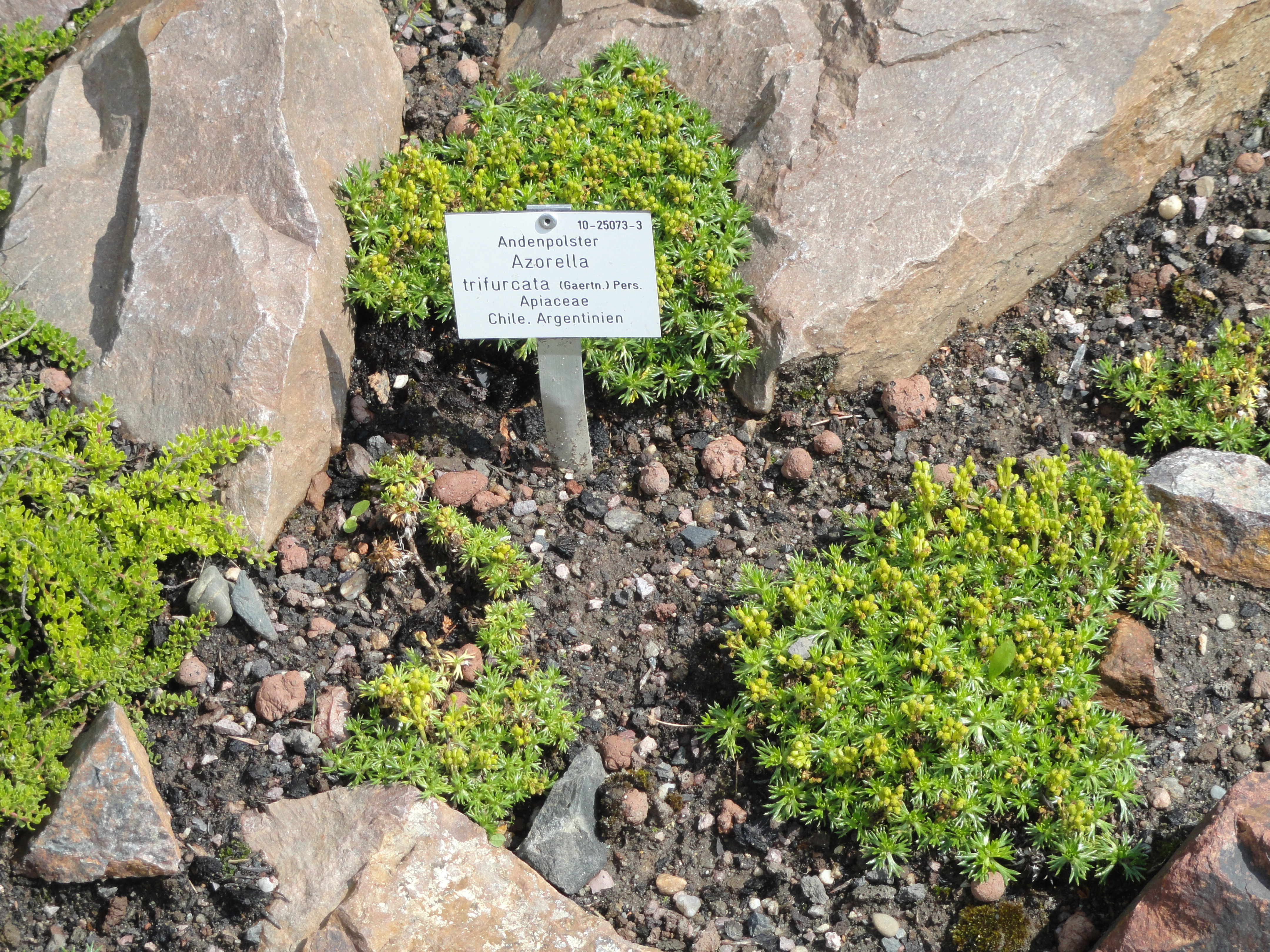